# Калист, Габриэль
Габриэль Пол Расси Калист (англ. Gabriel Paul Russie Caliste; род. 18 ноября 2006) — маврикийский футболист, полузащитник молодежной команды клуба «Вест Хэм Юнайтед» и сборной Маврикия.

## Карьера

### Клубная карьера
На молодежном уровне играл за «Дагенем энд Редбридж», «Миллуолл», «Биллерики Таун» и «Вест Хэм Юнайтед».

### Карьера в сборной
В сентябре 2024 года был вызван в сборную Маврикия. Дебютировал за национальную команду 3 сентября в товарищеском матче с Индией.